# Gumel

Gumel é uma cidade do estado de Jigawa, na Nigéria. Sua população é estimada em 46.842 habitantes.